# Vassili Mitrokhine
Vassili Mitrokhine, né le 3 mars 1922 à Iourassovo, un village de la région de Riazan, et mort à Londres le 23 janvier 2004, est un ancien officier du KGB, passé au Royaume-Uni en 1992 avec des milliers de pages de secrets du KGB surnommées « les archives Mitrokhine ».

## Biographie
Vassili Mitrokhine obtient un diplôme de droit pendant la Seconde Guerre mondiale, rejoint une école d’artillerie puis l'académie diplomatique du ministère des Affaires étrangères.
Il est entré comme agent de renseignement dans ce qui s'appellerait plus tard la première direction générale du KGB en 1948. D'officier de renseignement, en 1956, il est réaffecté comme archiviste. De 1972 à 1982, il supervise le déménagement des archives de la première direction principale de la Loubianka à son nouveau quartier-général à Iassenevo.
Désillusionné par le rôle du KGB dans la répression politique en Union soviétique, Mitrokhine commence à prendre clandestinement des notes de certains de ces documents très secrets. Retraité à partir de 1984, il n'a cependant pas tenté de rendre public ses documents avant la chute de l'URSS.
Finalement, en 1992, Mitrokhine contacte les services secrets britanniques dans un des pays baltes, et passe au Royaume-Uni avec ses archives.
Il est le coauteur avec l'historien Christopher Andrew (professeur à l'université de Cambridge) de plusieurs ouvrages sur le KGB basés en grande partie sur ses archives.
En juillet 2014, dix ans après la mort de Mitrokhine, ses archives sont rendues consultables au Churchill Archives Centre (en) à Cambridge.